# Zmije útočná
Zmije útočná (Bitis arietans) je nejrozšířenější jedovatý had Afriky. Žije ve všech oblastech kromě Sahary a tropických džunglí. Jde o poměrně agresivního tvora a připisuje se jí nejvíce útoků na lidi ze všech afrických hadů.

## Popis

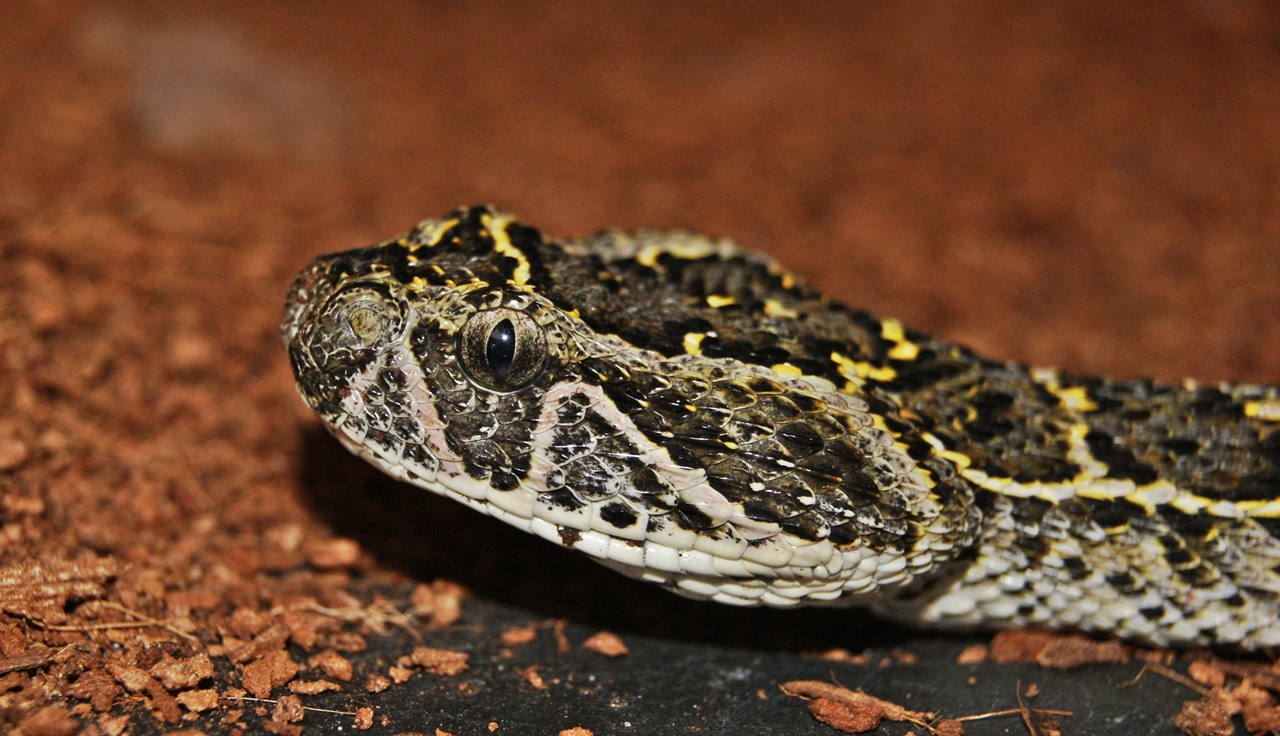
Detail hlavy zmije útočné

Zmije útočná je zavalitý had s trojúhelníkovou hlavou. Dosahuje obvykle délky okolo 1 metru, přičemž nejdelší kusy měřily 1,9 metru. Váha může dosahovat i přes 6 kg. Jedinci žijící v oblasti Arabského poloostrova jsou celkově menší a jejich délka většinou nepřesahuje 80 cm. Samci jsou poněkud delší než samice a mají delší ocas.
Zbarvení se liší podle místa výskytu, ale pohybuje se od černé po světle béžovou, žlutou či oranžovou. Spodní část těla je světlejší. Barvy vytvářejí na hřbetě poměrně výraznou kresbu.
Existují dva poddruhy tohoto hada: zmije útočná kapská (Bitis arietans arietans) a zmije útočná somálská (Bitis arietans somalica).

## Rozšíření
Zmije útočná je rozšířená na většině území Afriky a na jihu Arabského poloostrova. Nežije jen na Sahaře (výjimečný výskyt v jedné malé lokalitě v Nigeru zatím nebyl dostatečně vysvětlen), v oblasti tropických deštných lesů, při středomořském pobřeží Afriky a v části horských oblastí Etiopie. Je to zřejmě nejhojnější či alespoň jeden z nejhojnějších hadů Afriky.

## Chování
Zmije útočná se obvykle pohybuje pomalu. Jejím oblíbeným prostředím jsou travnaté oblasti sušších savan plné kamení s řídkým lesním porostem a množstvím křovin. Je-li to nutné dokáže dobře plavat a umí i šplhat po stromech a křovinách, nicméně zdaleka nejčastěji se pohybuje po pevné suché zemi. Vyžaduje-li to situace, dokáže se had plazit překvapivou rychlostí. Pokud je vyrušena a cítí se ohrožena, vydává zmije útočná výrazný syčivý zvuk, stočí se do obranného postavení ve tvaru písmene „S“ a zároveň své tělo nafukuje. Z toho je odvozen i její anglický název puff adder (volně přeloženo „nafukovací zmije“). Je to převážně noční živočich. Přes den se skrývá v trávě, křovinách či pod kameny.

### Potrava
Její potravu tvoří menší hlodavci, obojživelníci, ještěrky, ale i ptáci. Útočí převážně za zálohy. Stočená do klubíčka vyčkává, až se k ní kořist přiblíží. Potenciální kořist vnímá několika smysly: zrakem (pohyb), hmatem/sluchem v dolní čelisti (vibrace), čichem v jazyku (pach) a infračidlem (teplo). Pokud se oběť přiblíží do vzdálenosti asi 1/3 délky těla, zmije bleskurychle zaútočí, uštkne a okamžitě zvíře pustí. Kořist zasažená jedem se obvykle nedostane dál než několik metrů. Had se vydá po její stopě a umírající či mrtvou oběť sežere.

### Rozmnožování

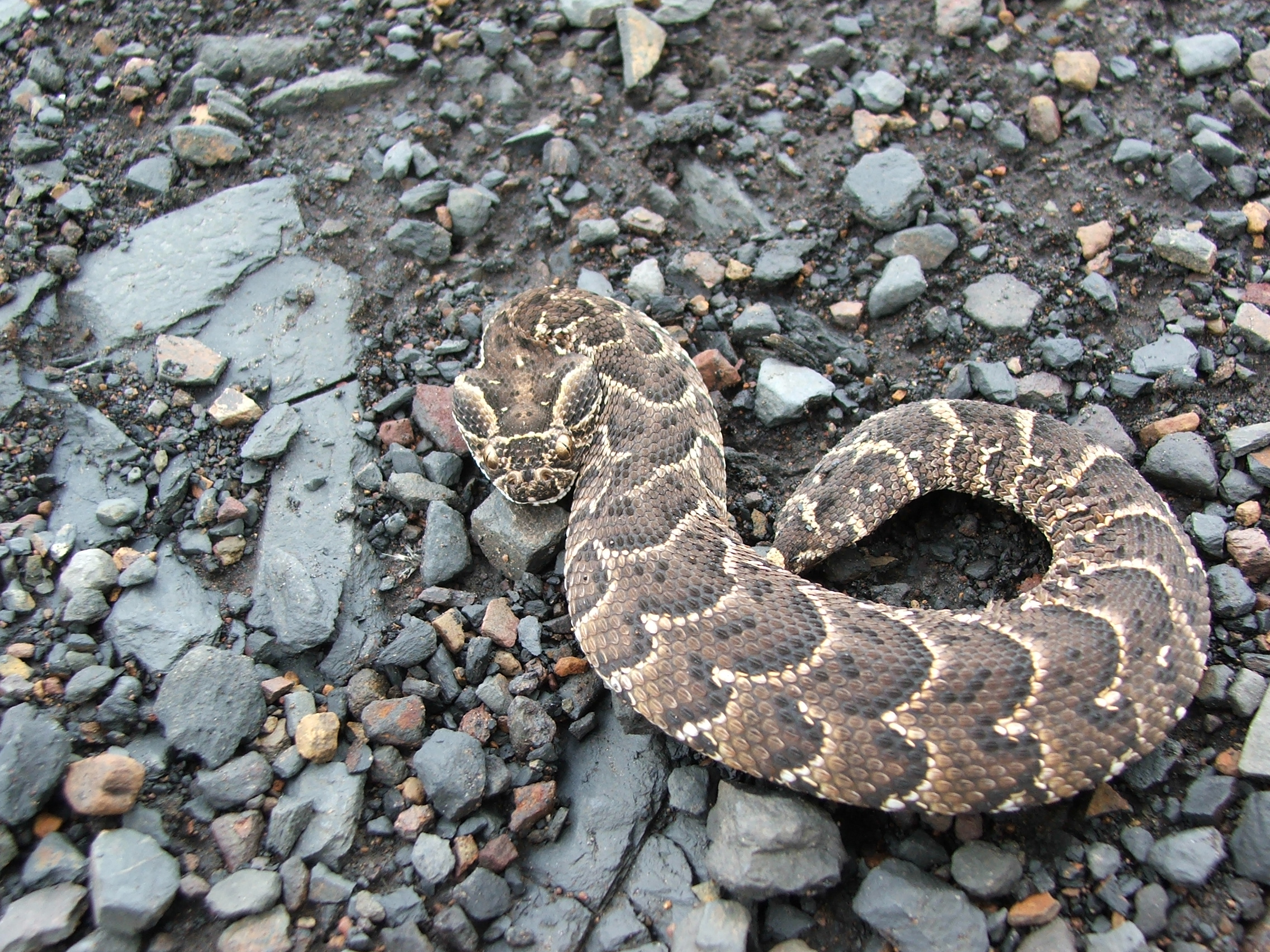
Mladý jedinec zmije útočné

Samice produkují feromon, který láká samce. Páření provází jakýsi „krční“ zápas. Zmije je vejcoživorodá. Počet mláďat v jednom vrhu je různý, obvykle jde o 20 až 50 jedinců. Maximálním vrhem bylo 156 háďat, což je absolutní rekord mezi všemi hady. Velikost čerstvě narozených mláďat je 12,5–17,5 cm.

### Nepřátelé
Zmije útočná má několik přirozených nepřátel. Především je to hadilov písař, medojed kapský, mangusty, promyky a zřejmě i surikaty.

### Nebezpečí pro člověka

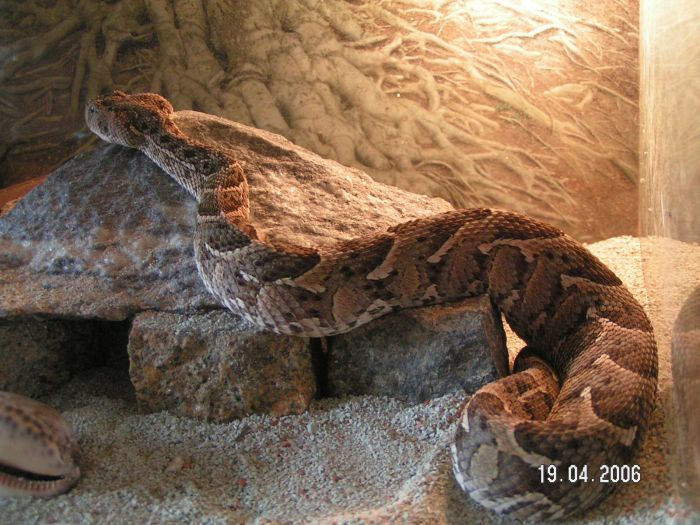
Zmije útočná chovaná v zajetí

Odhaduje se, že zmije má na svědomí nejvíce uštknutí lidí mezi jedovatými hady Afriky. Je to především z důvodů, že má velký areál rozšíření, vyskytuje se v hojných počtech, není plachá, v případě nebezpečí obvykle neprchá a přes den odpočívá často poblíže vyšlapaných stezek.

## Jed
Zmije útočná má velmi dlouhé jedové zuby (až 35 mm) a disponuje velkým množstvím jedu (obvykle vstřikuje do oběti 100–350 mg, maximálně však až 750 mg). Jed zmije útočné je asi mnohonásobně slabší než jed nejjedovatějšího suchozemského hada taipana či jed kobry indické. LD50 je v rozmezí 0,4–7,7 mg/kg (podle způsobu podání-uštknutí). Zmije však vpravuje více jedu než jiní hadi, k usmrcení dospělého člověka je potřeba dávka asi 100 mg. Jed tvoří především hemoragické a destrukční cytotoxické enzymy, trombolytické a fibrino(geno)lytické enzymy, toxin proteinové povahy bitistatin a kinin. Všechny tyto složky negativně ovlivňují kardiovaskulární a hemokoagulační systém. Dochází obvykle k silnému vnitřnímu krvácení, tvoří se otoky, následuje rozklad tkání. U lidí dochází k poruše srdeční činnosti a tím i oběhového systému. Postižení trpí vysokou horečkou, zimnicí, v okolí rány občas dojde ke gangréně a končetinu je nutné amputovat. Ani po podání antiséra nemusí dojít k uzdravení. Úmrtnost dosahuje zhruba 20 %. Jako antiséra lze použít následující látky: SAIMIR POLYVALENT SNAKE ANTIVENOM, ANTIREPT PASTEUR, FAV-AFRIQUE, FAVIREPT aj.